# Carlo Barsotti
Carlo Barsotti (Pisa, 1850 – Fort Lee, 30 marzo 1927) è stato un imprenditore italiano naturalizzato statunitense.

## Biografia
Nato in Italia a Pisa ed emigrato a New York negli Stati Uniti nel 1872, fondò nel 1879 il quotidiano in lingua italiana Il Progresso Italo-Americano che divenne il quotidiano più diffuso in lingua straniera.
Nel 1882 fondò la banca denominata Italian American Bank assieme a Carlo Pavia come manager generale.
Il Re Umberto I d'Italia gli conferì il titolo di cavaliere nel 1888. Ricevette inoltre numerose onorificenze dal Venezuela e dalla Croce Rossa italiana divenendo, nel tardo Diciannovesimo secolo in America, una prominente figura italiana.
Carlo Barsotti morì di trombosi il 30 marzo del 1927.

## Mecenatismo
Barsotti utilizzò il suo giornale come mezzo per raccogliere fondi con lo scopo di erigere i monumenti dedicati a grandi figure storiche italiane che oggi sono disseminati in vari parchi della Città di New York.

Nel parco di Washington Square si trova la statua di Giuseppe Garibaldi (1888), nel Battery Park fu posta la statua di Giovanni da Verrazzano (1909), in Verdi Square la statua di Giuseppe Verdi (1906) mentre nella piazza di Columbus Circle si trova la statua di Cristoforo Colombo (1892) e nel Dante Park la statua di Dante Alighieri (1921).